# Liseberg Oceana
Liseberg Oceana är ett planerat äventyrsbad i direkt anslutning till nöjesparken Liseberg i Göteborg. Bygget av anläggningen påbörjades efter beslut i Lisebergs styrelse i november 2020 och utfördes av NCC och planerades vara klart till sommaren 2024. Anläggningen förstördes dock i en brand den 12 februari 2024. Beslut om återuppbyggnad har fattats och Oceana beräknas preliminärt stå färdigt under 2026.

## Anläggningen
Vattenvärlden Oceana hade ett tema inspirerat av Göteborgs historia och Ostindiska kompaniet. Totalytan var cirka 13 600 kvadratmeter med en badyta på 6 000 kvadratmeter inomhus och 4 000 kvadratmeter utomhus. Den hade en kapacitet för 1 750 samtidiga gäster sommartid och 1 250 samtidiga gäster övrig tid. Anläggningen hade 14 vattenattraktioner, varav fyra större, familjeflod, och vågpool, samt vattenlek och restaurang. Byggnaden har ett 40 meter högt torn. Bygget utfördes av NCC. Arkitekt för Oceana var Gert Wingårdh och projektet tog mer än tio år att genomföra. Kostnaden för bygget beräknades landa på 1,2 miljarder kronor.

## Branden

Liseberg Oceana brinner den 12 februari 2024.

Anläggningen totalförstördes i en brand den 12 februari 2024. Branden startade på utsidan av den södra delen av byggnaden och spred sig till delar av bassänghallen. Vid branden skadades 22 personer lindrigt. En person rapporterades inledningsvis saknad, men hittades senare död i spillrorna, efter fyra dagar av intensivt sökande. Räddningstjänstens insatser avslutades efter fem dagar på kvällen den 16 februari 2024. Vid ett extrainsatt möte samma dag beslöt Lisebergs styrelse att uppdra åt ledningen för Liseberg att planera hur en återuppbyggnad av Oceana kan ske.
Den 5 mars 2024 meddelade Liseberg att utredningar efter branden visade att större delar av anläggningen än förväntat var oskadade, bland annat tegelbyggnaden mot Mölndalsvägen och teknikcentraler i källaren. Arbetet med rivning och sanering efter branden hade inletts av NCC och beräknades pågå under de kommande månaderna.
Det är inte helt klart varför branden startade. Enligt SHK är det dock troligt att den orsakades av svetsarbete med elmuffsvets på utsidan av byggnaden, vid anslutningen till vattenrutschkanorna.

## Återuppbyggnad
Den 17 juli 2024 fattade Lisebergs styrelse beslut om att Oceana skall återuppbyggas, då det bedömdes mer ekonomiskt än att riva och börja ett nytt projekt, samt bättre ur ett hållbarhetsperspektiv. Återuppbyggnaden skall ske enligt ursprungliga huvudprinciper, men med vissa förändringar i bland annat teknologi och brandskydd. Oceana beräknas preliminärt stå färdigt under 2026.